# Laub (Schönsee)
Laub ist ein Ortsteil der Stadt Schönsee im Oberpfälzer Landkreis Schwandorf in Bayern.

## Geographie

### Geographische Lage
Die ca. 40 Gebäude, die zu Laub gehören, liegen auf einer Hochfläche, deren höchste Erhebung der Stückberg mit einer Höhe von 808,6 m ist. Am westlichen Ortsrand von Schönsee zweigt von der Straße SAD44 eine schmale Straße mit dem Namen Am Lauber Berg ab, die in weitem Bogen nordwestwärts nach Laub führt und hinter Laub südwestwärts nach Schwand, wo sie wieder in die Straße SAD44 mündet. Schönsee liegt rund 3 Straßen-Kilometer entfernt.

### Klima
Aufgrund der nach Osten ungeschützten Höhenlage ist das Klima in Laub sehr rau. Die Sommer sind nass, kalt und kurz, die Winter lang, kalt und schneereich. Oft ist die Hochebene von Wolken und Nebel verhüllt. Im Winter weht häufig ein scharfer eisiger Ostwind, der Böhmischer Wind genannt wird.

## Geschichte
Laub wurde 1285 im Herzogsurbar als Besitz von Herzog Ludwig II. von Oberbayern erstmals schriftlich erwähnt. Es bildete mit dem Nachbardorf Schwand eine gemeinsame Gemeinde Schwand und Laub, die 1360 schriftlich als Swandte und Laube aufgeführt wird. Laub wird in der Oberpfälzer Hammereinigung von 1387 als Standort eines Eisenhammers genannt („Stephan dez Rützen seligen witib mit dem hamer zu Lawb (= Laub) vnd mit dem hamer zu Mükkental = Muggenthal“).
Ihr letzter Bürgermeister war von 1945 bis zur Eingemeindung von Schwand nach Schönsee am 1. Januar 1972 Josef Ebnet (1897–1978, Hausname: Koundl).
Zum Stichtag 23. März 1913 (Osterfest) wurde Laub als Teil der Pfarrei Schönsee mit 17 Häusern und 98 Einwohnern aufgeführt.
Am 31. Dezember 1990 hatte Laub 92 Einwohner und gehörte zur Pfarrei Schönsee.

## Kultur und Sehenswürdigkeiten
Ein Dorfplatz mit einer alten Linde und einer Kapelle befindet sich in der Mitte des Dorfes. Bei den Bauernhäusern stehen noch vereinzelt alte, aus Bruchsteinen gemauerte Backhäuschen, in denen früher Brot gebacken wurde.

## Wirtschaft und Infrastruktur
Die Landwirtschaft ist durch das raue Klima und die steinigen mageren Böden sehr schwierig und wenig ertragreich. Die Felder und Wiesen sind nur klein. Die meisten Bewohner von Laub gehen neben ihrer Landwirtschaft noch in der Umgebung von Schönsee bis hin nach Vohenstrauß und Regensburg zur Arbeit. Es gibt in Laub einen Handwerksbetrieb sowie eine Gastwirtschaft.

## Bilder

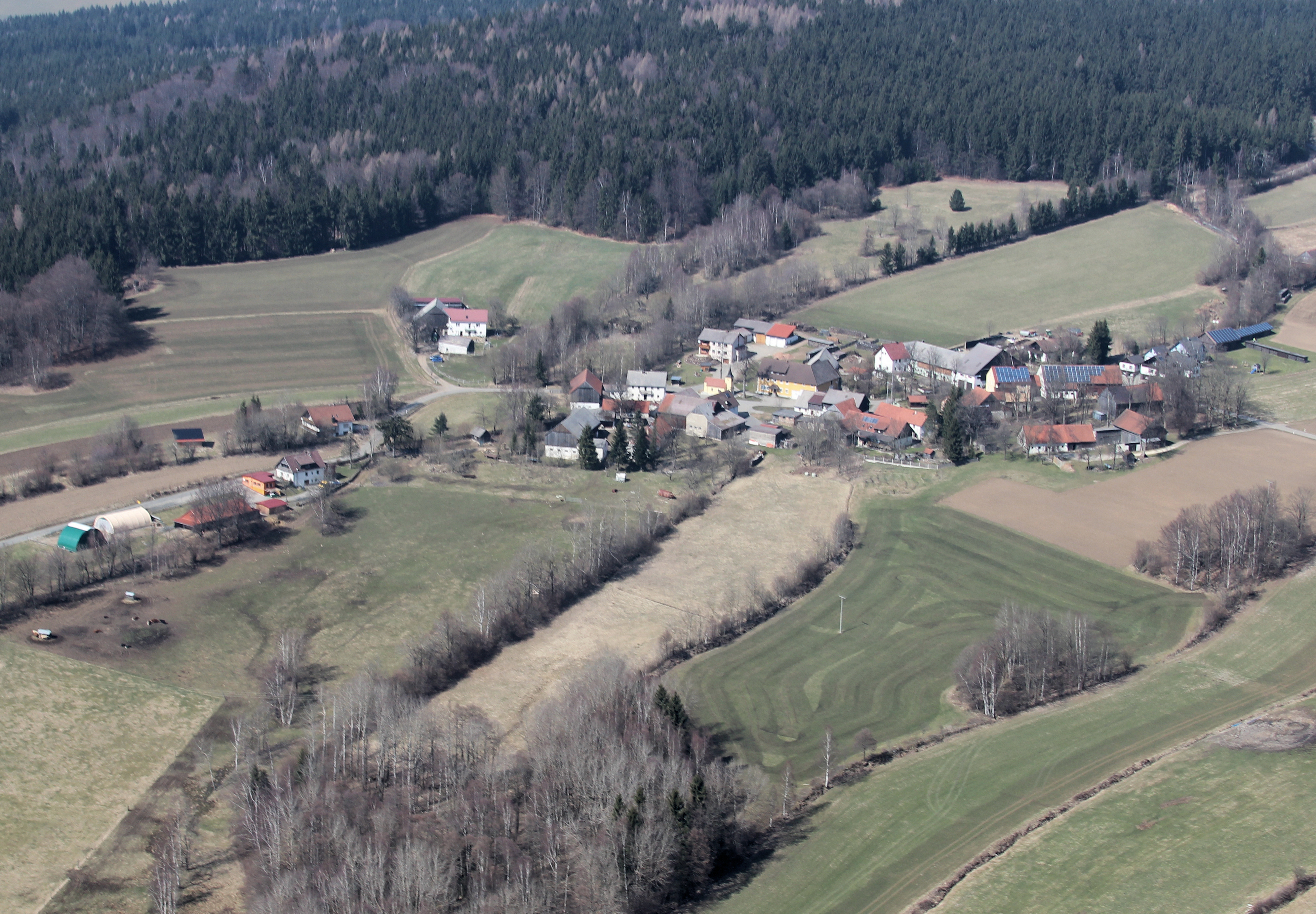
Laub (2018)
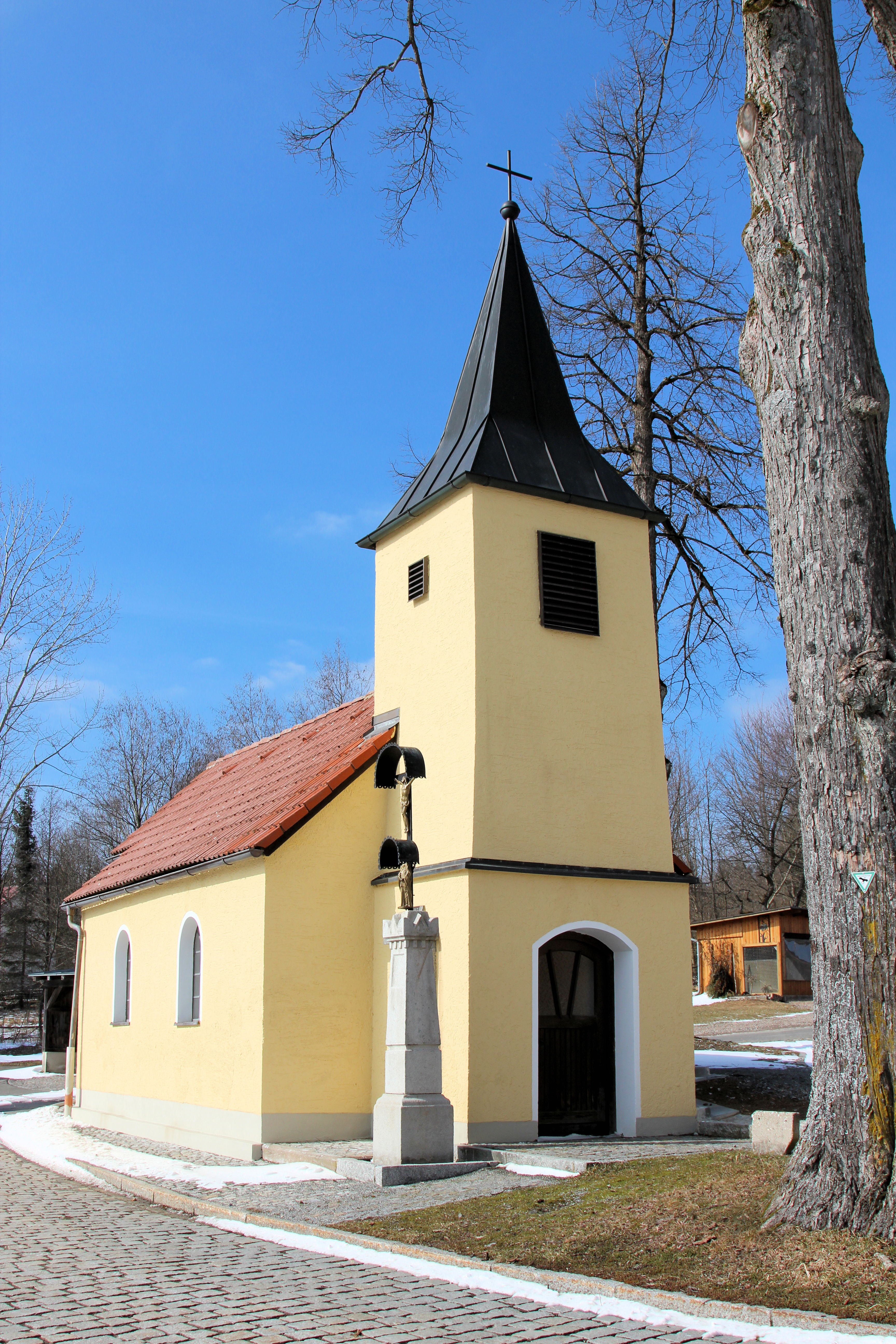
Dorfkapelle (2018)
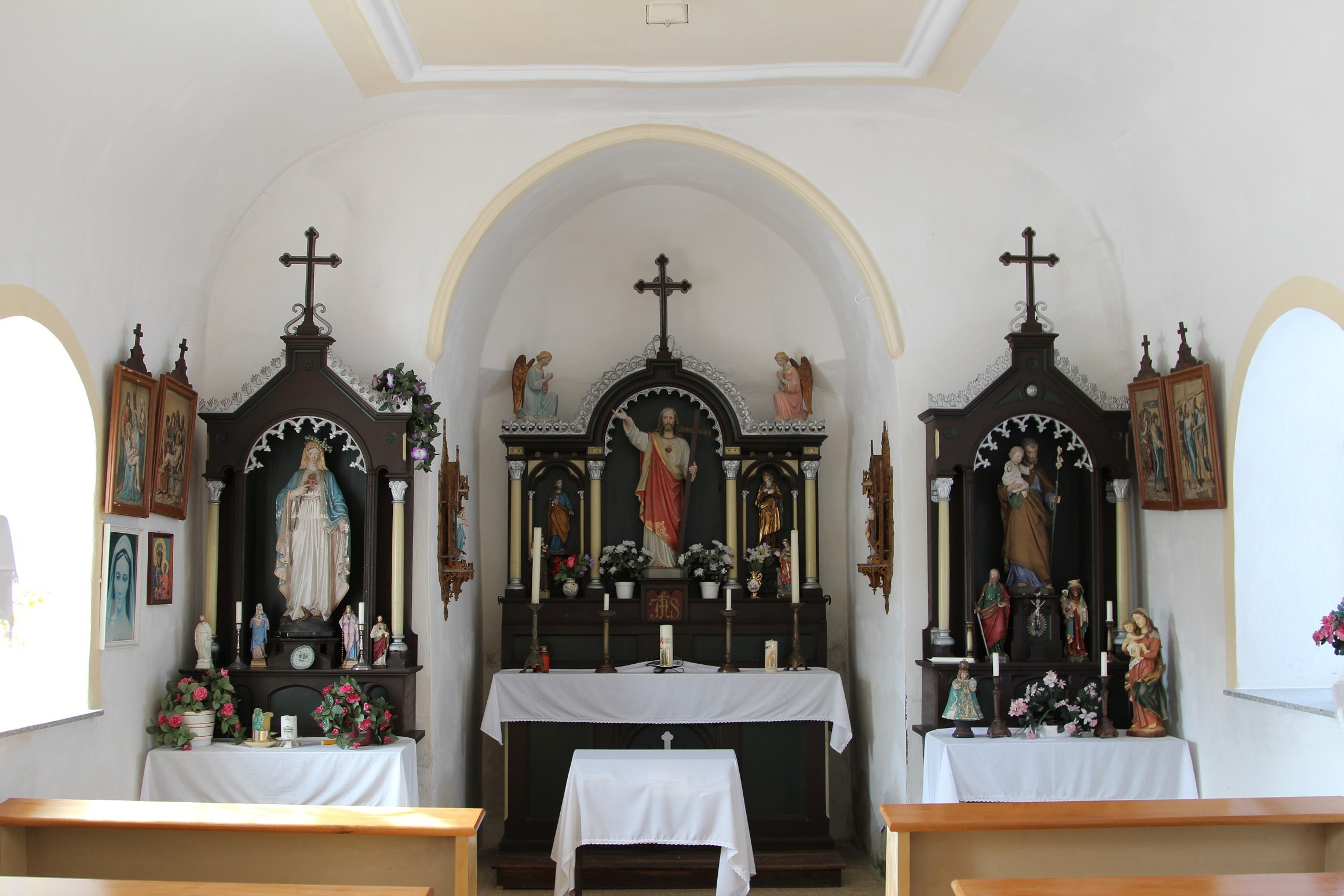
Dorfkapelle (2017)
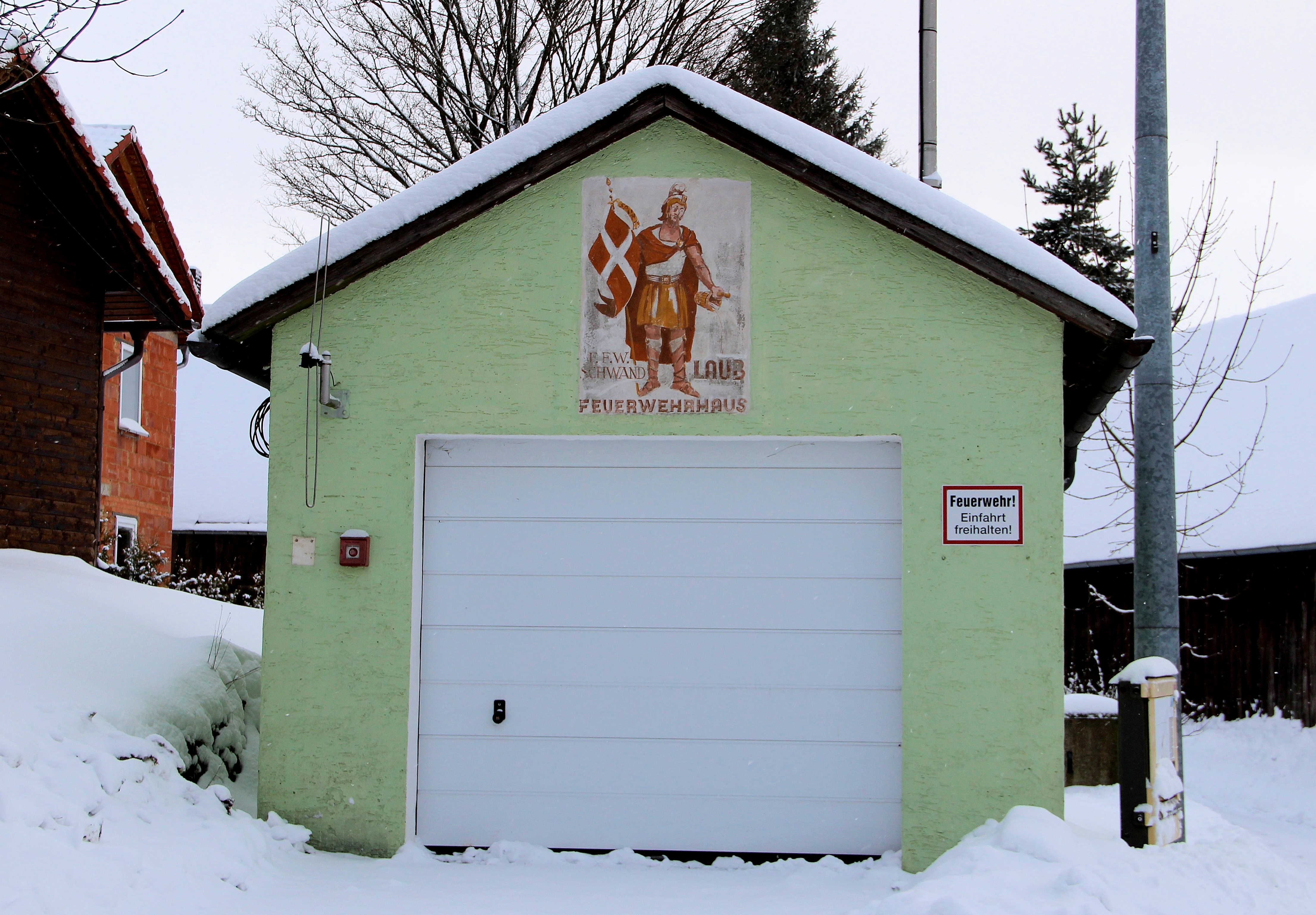
Feuerwehrhaus (2017)
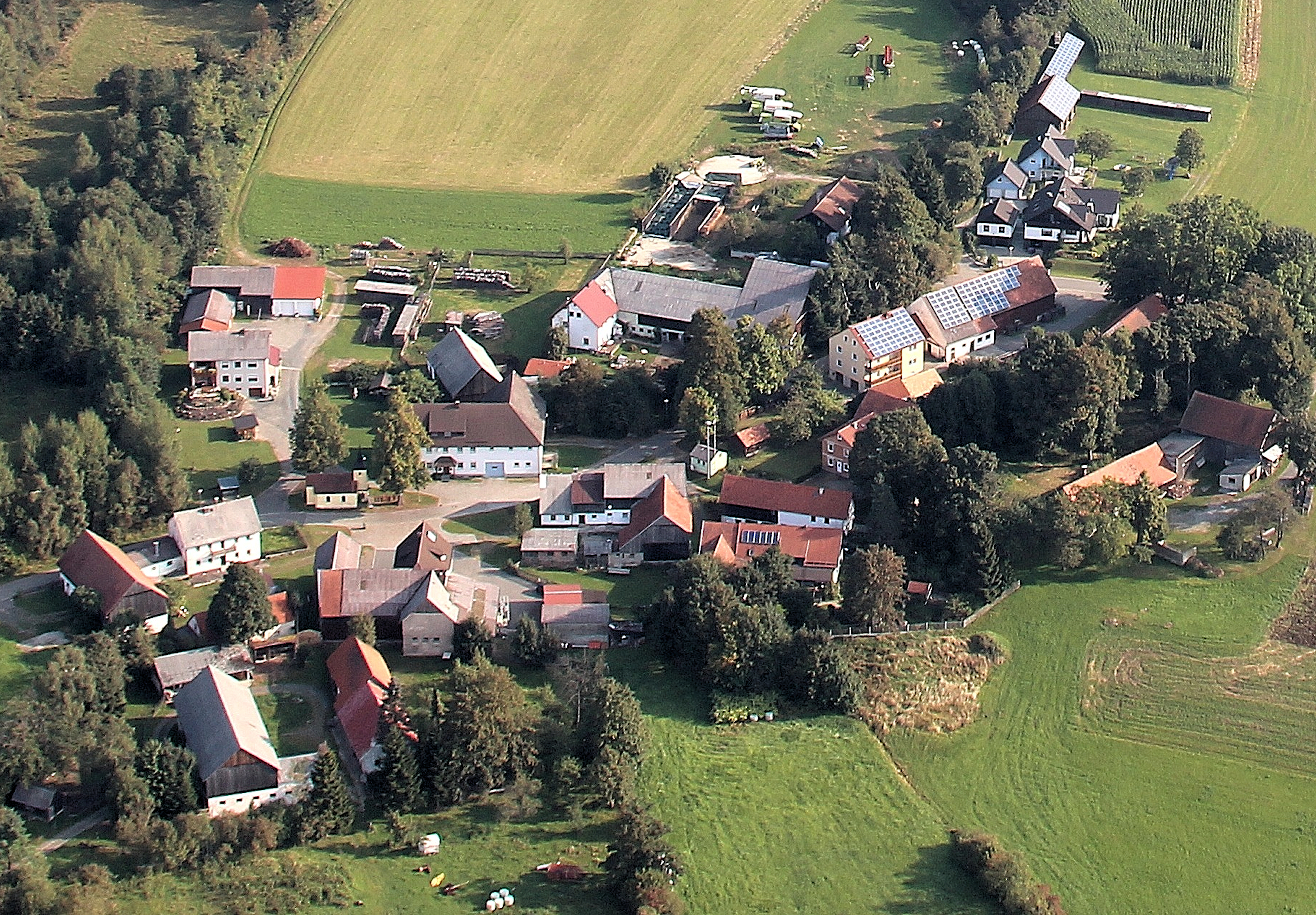
Laub (2016)